# Roswell B. Mason
Roswell B. Mason (19 de Setembro de 1805 - 1 de Janeiro de 1892; sepultado no Cemitério Rosehill) trabalhou como prefeito de Chicago, Illinois (1869-1871) pelo Partido dos Cidadãos.
Roswell tinha uma posição elevada com a Illinois Central Railroad até que decidiu candidatar-se para ser Prefeito de Chicago em uma reforma. Durante a gestão de Mason, aconteceu o Grande incêndio de Chicago. Mason respondeu orientando Philip Sheridan para colocar a cidade sob lei marcial. Até o momento ele é o último prefeito não republicano ou democrata de Chicago.
Em sua homenagem, colocaram o nome para a cidade de Mason, Illinois.